# Microplitis pallidipes
Microplitis pallidipes är en stekelart som beskrevs av Szepligeti 1902. Microplitis pallidipes ingår i släktet Microplitis och familjen bracksteklar. Inga underarter finns listade i Catalogue of Life.